# Francis Bedford

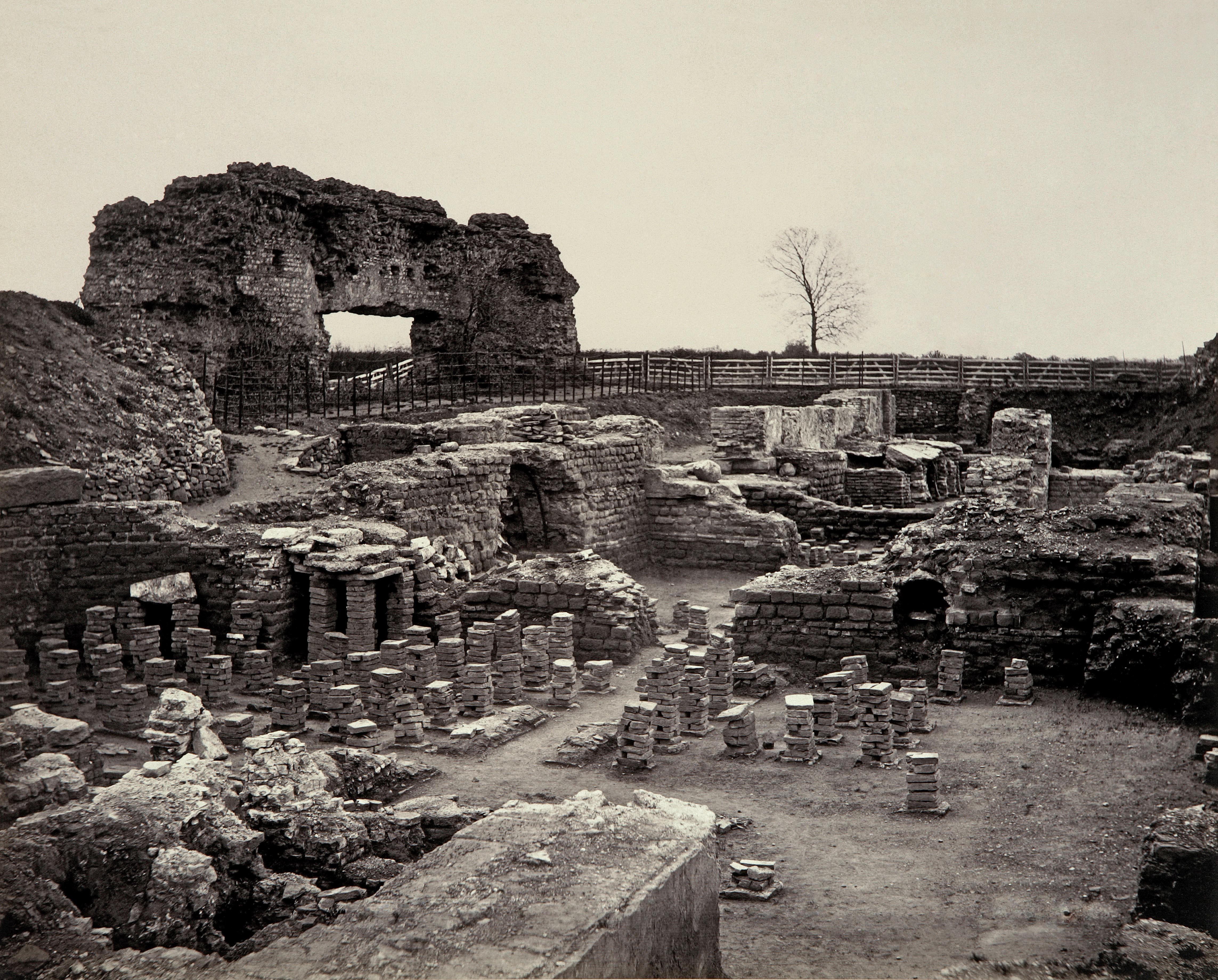
Vykopávky města Viroconium Cornoviorum z doby starověkého Říma, asi 1860

Francis Bedford (1816 Londýn – 15. května 1894) byl anglický architekt a fotograf. Je považován za průkopníka cestovatelské fotografie jako byli například George Bridges, Maxime Du Camp, Solomon Nunes Carvalho nebo Francis Frith.

## Život a dílo
Narodil se v roce 1816 v Londýně. Doprovázel prince Waleského na Blízký východ.
Jako architekt navrhl několik kostelů, včetně například:
- Camberwell Holy Trinity, Southwark.
- St George's Church, Camberwell v jižním Londýně.
- St John the Evangelist, Waterloo Road, Londýn (1824).
- St Luke's Church, West Norwood (1825).

## Galerie

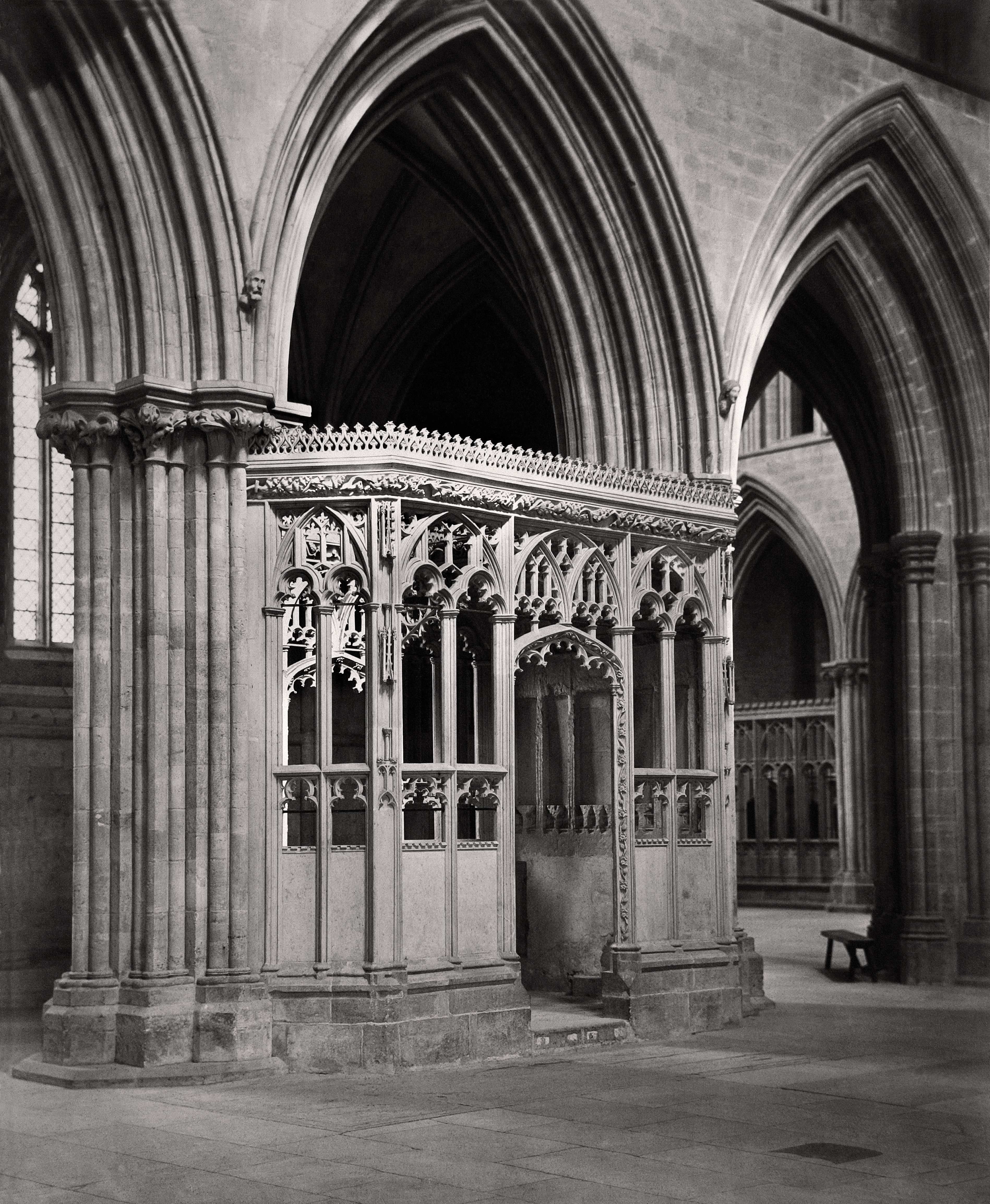
Mešní oltář v hlavní lodi, Wellská katedrála
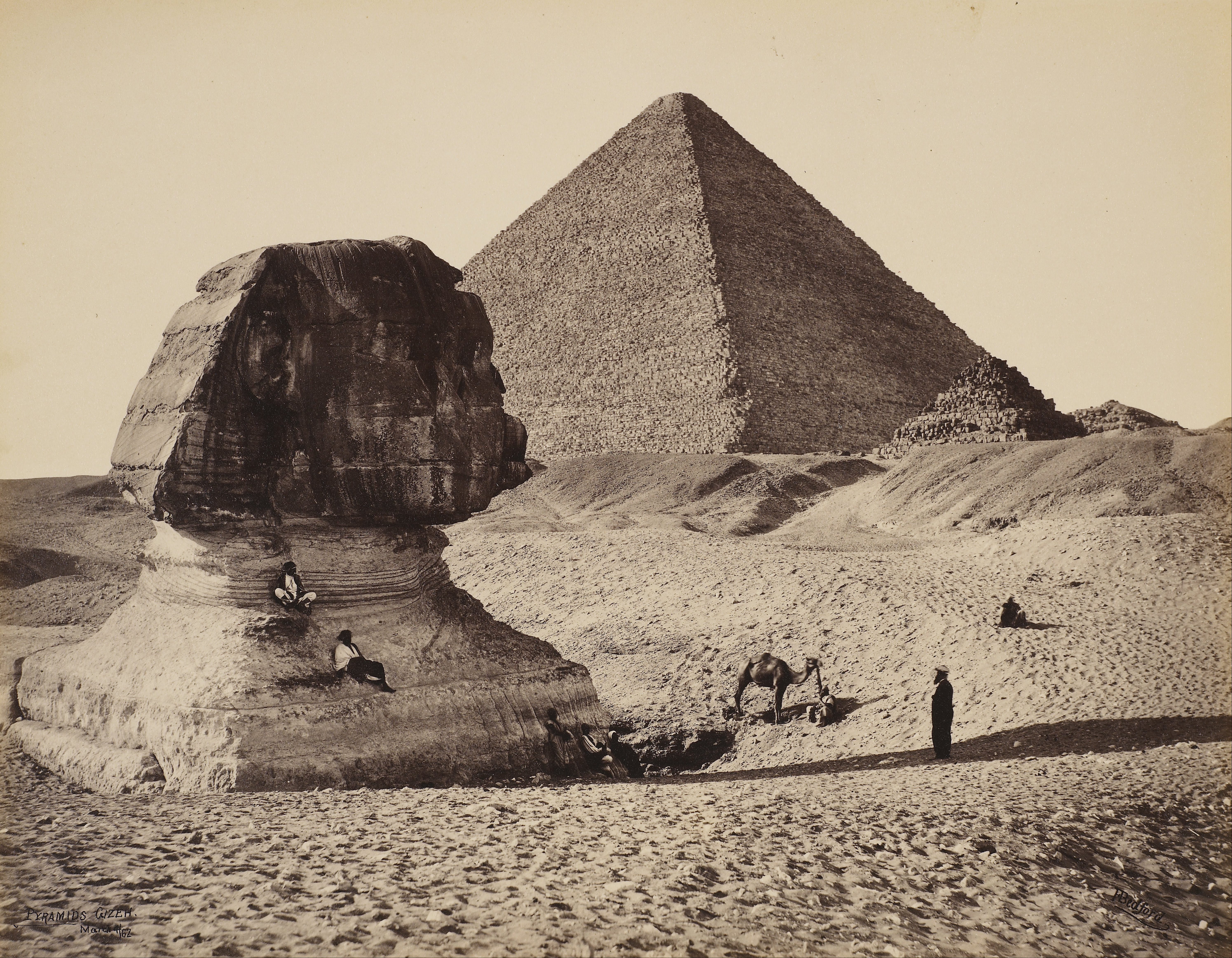
The Sphinx, the Great Pyramid and two lesser Pyramids, Ghizeh, Egypt
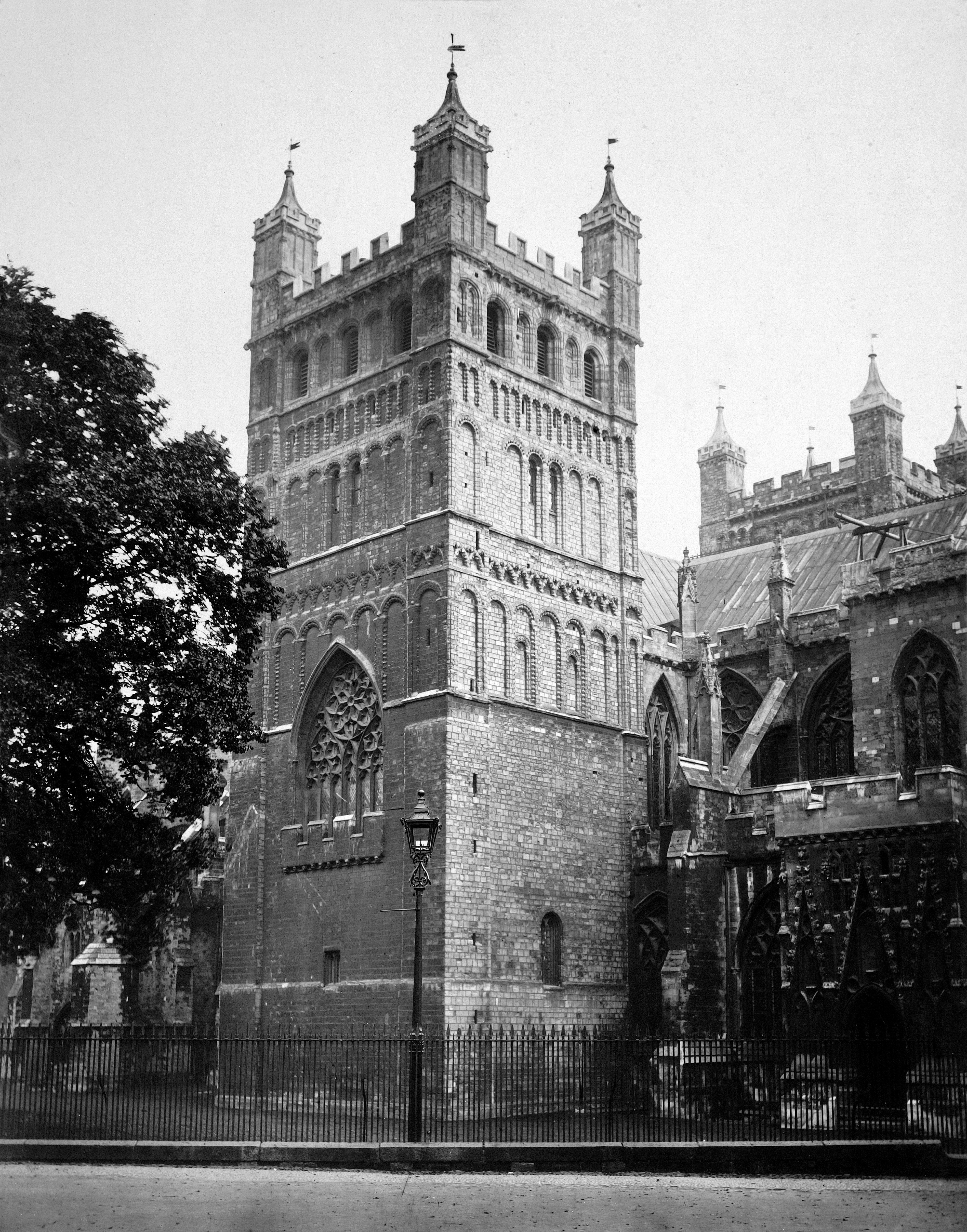
Exeter Cathedral, the Northwest Tower
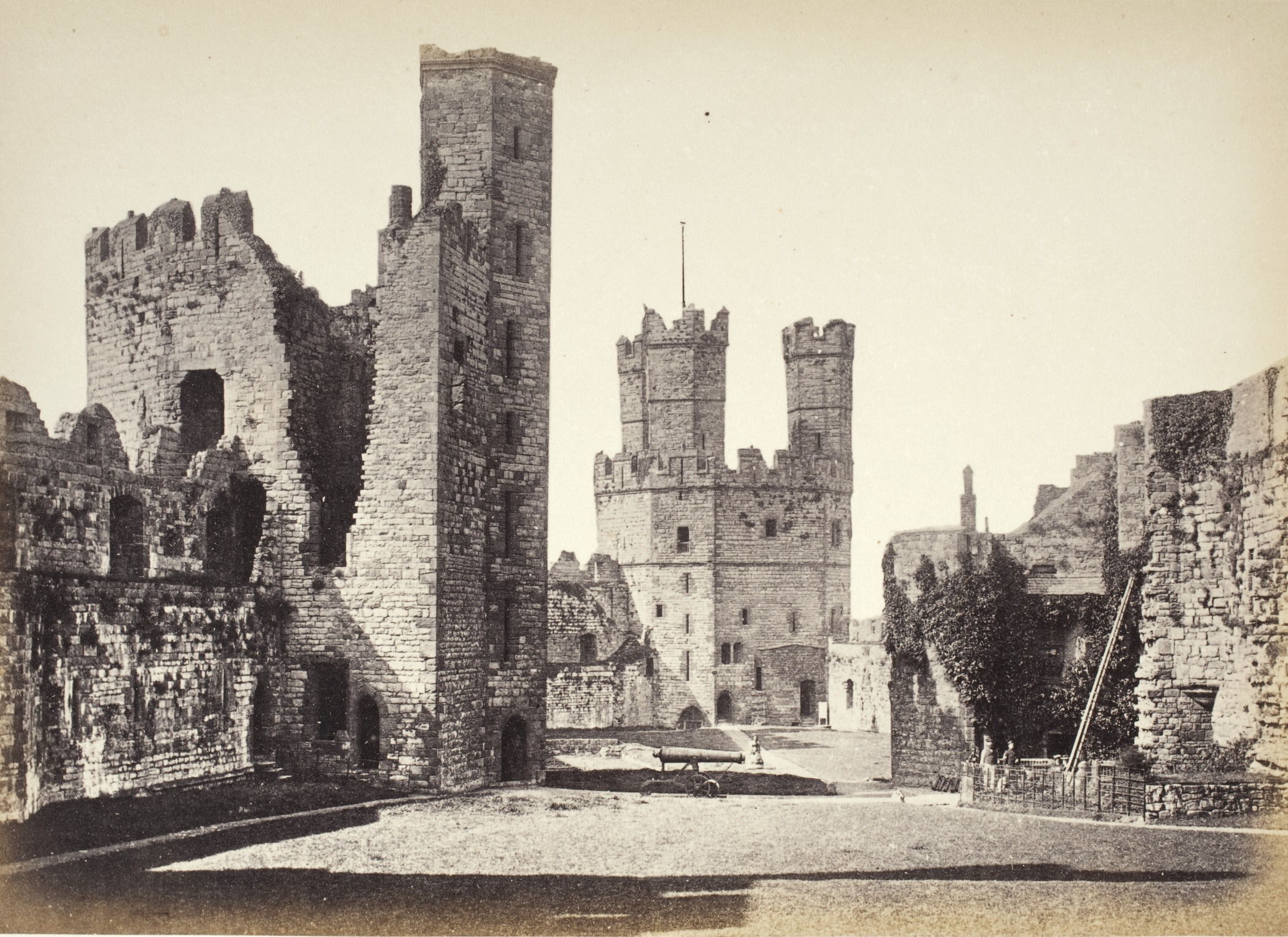
Carnarvon Castle, Interior, Looking Towards The Eagle Tower, asi 1860
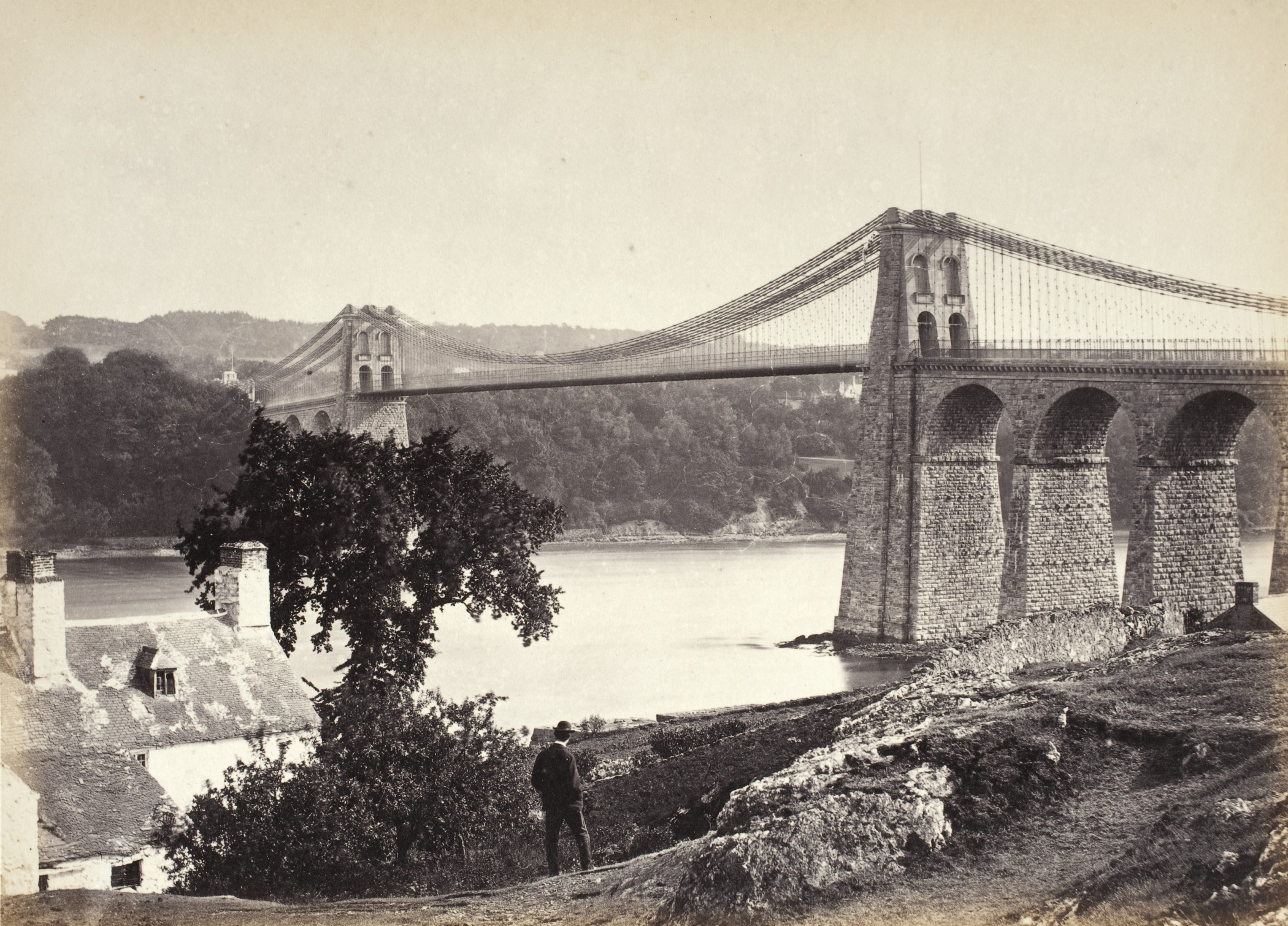
Bangor, Suspension Bridge, From Anglesey
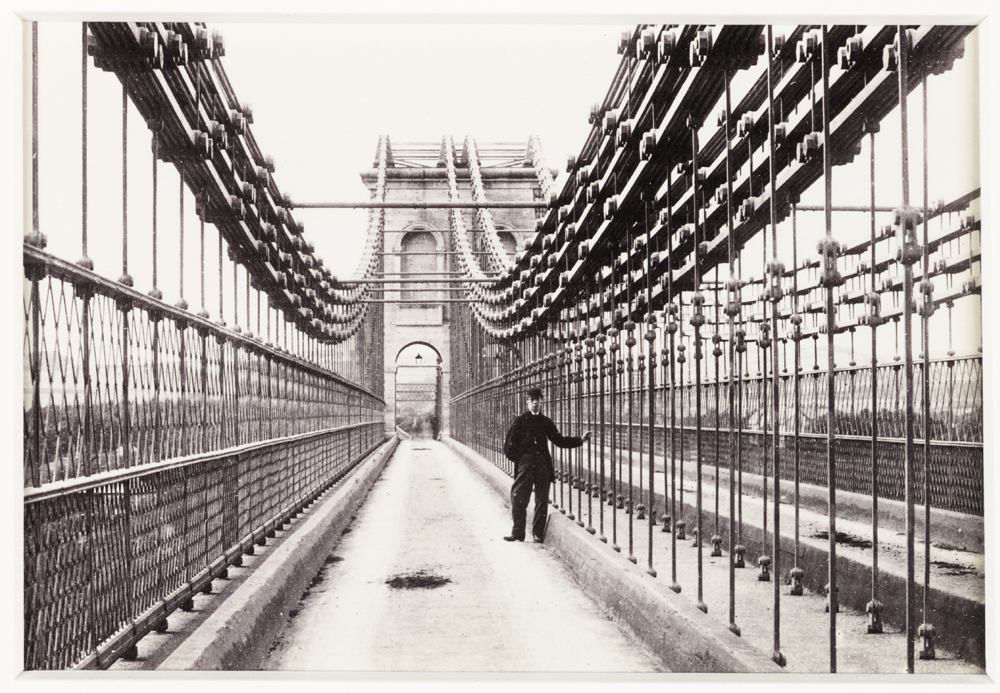
Menai suspension bridge in Bangor, North Wales